# Hajdú
Het comitaat Hajdú (Duits: Komitat Heiducken)  was een historisch comitaat, dat redelijk in het midden van het koninkrijk Hongarije gelegen was. Dit comitaat bestond vanaf de 1876 tot 1950 in zijn historische context en is daarna onderdeel geworden van het huidige comitaat Hajdú-Bihar, dat bestaat uit een samenvoeging van dit comitaat, met het nog in Hongarije gelegen deel van het historische comitaat Bihar, waarvan een deel sinds het Verdrag van Trianon, in 1920 in buurland Roemenië gelegen is. Het historische comitaat Hajdú was een nieuw comitaat dat gevormd werd uit delen van Szabolcs (comitaat) en Bihar. Het comitaat is vernoemd naar een Centraal-Europees en Zuidoost-Europees type bandiet/vrijbuiter, genaamd Hajduk, dat enigszins aan het Wilde Westen van de Verenigde Staten doet denken.

## Ligging

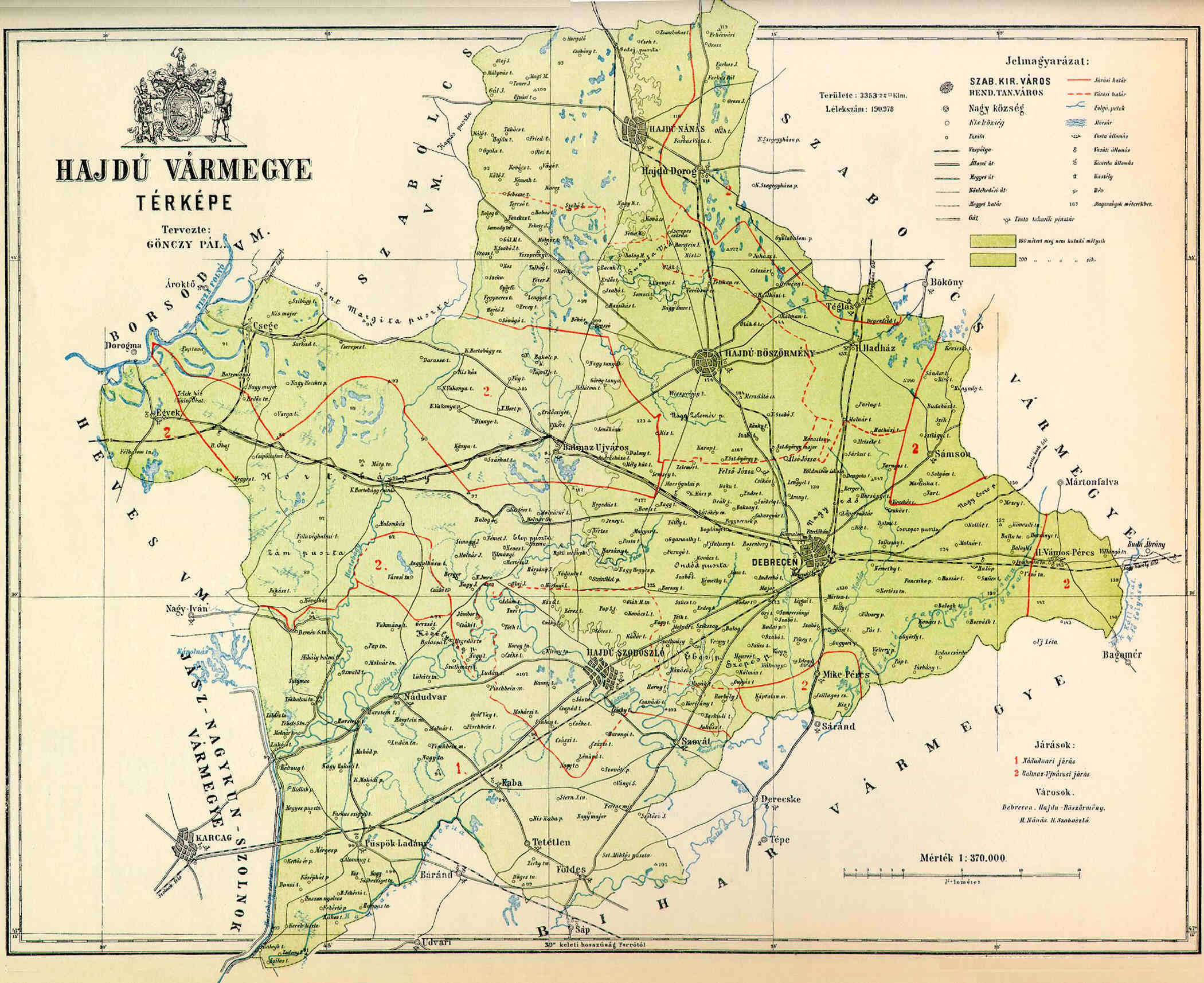
Kaart van het comitaat Hajdú in 1890

Het comitaat grensde aan de comitaten Jász-Nagykun-Szolnok, Heves, Borsod, Szabolcs, Bihar en het comitaat Békés. De rivier de Tisza / Theiss begrensde het comitaat grotendeels aan de noordwestkant, ook maakte het cultuurlandschap Hortobágy deel uit van het gebied, waar de Hongaarse cowboys/herders, de Csikós erg belangrijk zijn, in het beheren van de Poesta. 
Het comitaat was gelegen in het noorden van de Grote Hongaarse Laagvlakte. De hoofdstad was in het begin gelegen in Hajdúböszörmény / Betschermen, maar werd later verplaatst naar Debrecen / Debrezin.

## Districten
| Stoeldistrict       | Hoofdplaats                   |
| ------------------- | ----------------------------- |
| Hajdúböszörmény     | Hajdúböszörmény / Betschermen |
| Hajdúszoboszló      | Hajdúszoboszló                |
| Központ ("Centrum") | Debrecen / Debrezin           |
| Stadsdistrict       |                               |
| Hajdúböszörmény     | Hajdúböszörmény / Betschermen |
| Hajdúszoboszló      | Hajdúszoboszló                |
| Hajdúnánás          | Hajdúnánás                    |
| Debrecen            | Debrecen / Debrezin           |